# 郊区 (长沙市)
郊区，已撤销的湖南省长沙市市辖区。1957年设立，1996年长沙城区区划调整时撤销（根据国函[1996]29号）。撤销后的行政体制由新设立的雨花区继承。

## 撤销之前区划
撤销以前，其行政区划为1镇、9乡和10场。1镇为火星镇；9乡为雨花亭乡、岳麓山乡、马王堆乡、福安乡、东岸乡、大托乡、洞井乡、望岳乡和黎托乡；10场为综合农场、畜牧农场、东屯渡农场、东方红农场、园艺场、养鹿场、红色渔场、西湖渔场、岳麓渔场以及之前划入市区直管的湘湖渔场。

## 撤销之后区划调整
- 马王堆乡、东岸乡2乡和火星镇，湘湖渔场、东屯渡农场划入芙蓉区；
- 大托乡、园艺场和畜牧农场划入天心区；
- 岳麓山乡、望岳乡2个乡，东方红农场、养鹿场、西湖渔场和岳麓渔场划入岳麓区；
- 福安乡、综合农场、红色渔场划入开福区；
- 黎托乡、洞井乡、雨花亭乡划入雨花区。